# Rottleben
Rottleben ist ein Ortsteil der Gemeinde Kyffhäuserland im thüringischen Kyffhäuserkreis an der Verbindungsstraße zwischen der Kreisstadt Sondershausen und Bad Frankenhausen.

## Klima
Aufgrund der Lage am Südhang des kleinen Kyffhäusergebirges liegt Rottleben im Regenschatten und ist somit eines der trockenen Gebiete Deutschlands.

## Geschichte
Die erste urkundliche Erwähnung des Ortes ist für das Jahr 1125 belegt. Beginnend mit dem Grafen von Rothenburg wechselten öfter die Besitzer, zuletzt waren es die Grafen von Schwarzburg. Bis 1918 gehörte der Ort zur Unterherrschaft des Fürstentums Schwarzburg-Rudolstadt. Die Eigentümer des örtlichen Gutes stellte später die Familie von Rüxleben. Letzter Besitzer wurde der fst. schwarzb. Kammerherr und Hauptmann Walter Freiherr von Rüxleben (1882–1947), der mit Elsa von Deichmann (1883–1971) verheiratet war, Tochter des geadelten Londoner Bankiers Adolf von Deichmann (1831–1907). Bis zur entschädigungslosen Enteignung 1945 blieb Freiherr von Rüxleben Gutsherr, und wohnte zuletzt in Nordhausen. Das Schlosses Rottleben unterzog man der Enteignung der Reparatur, wegen den Kriegsschäden am Gebäude, dann erfolgte ein Umbau und die Einrichtung eines Kindergenesungsheimes. Heute steht das Schloss leer und verfällt zunehmend.
Am 31. Dezember 2012 schloss sich die Gemeinde Rottleben mit weiteren Gemeinden der Verwaltungsgemeinschaft Kyffhäuser zur Gemeinde Kyffhäuserland zusammen.

## Sehenswürdigkeiten

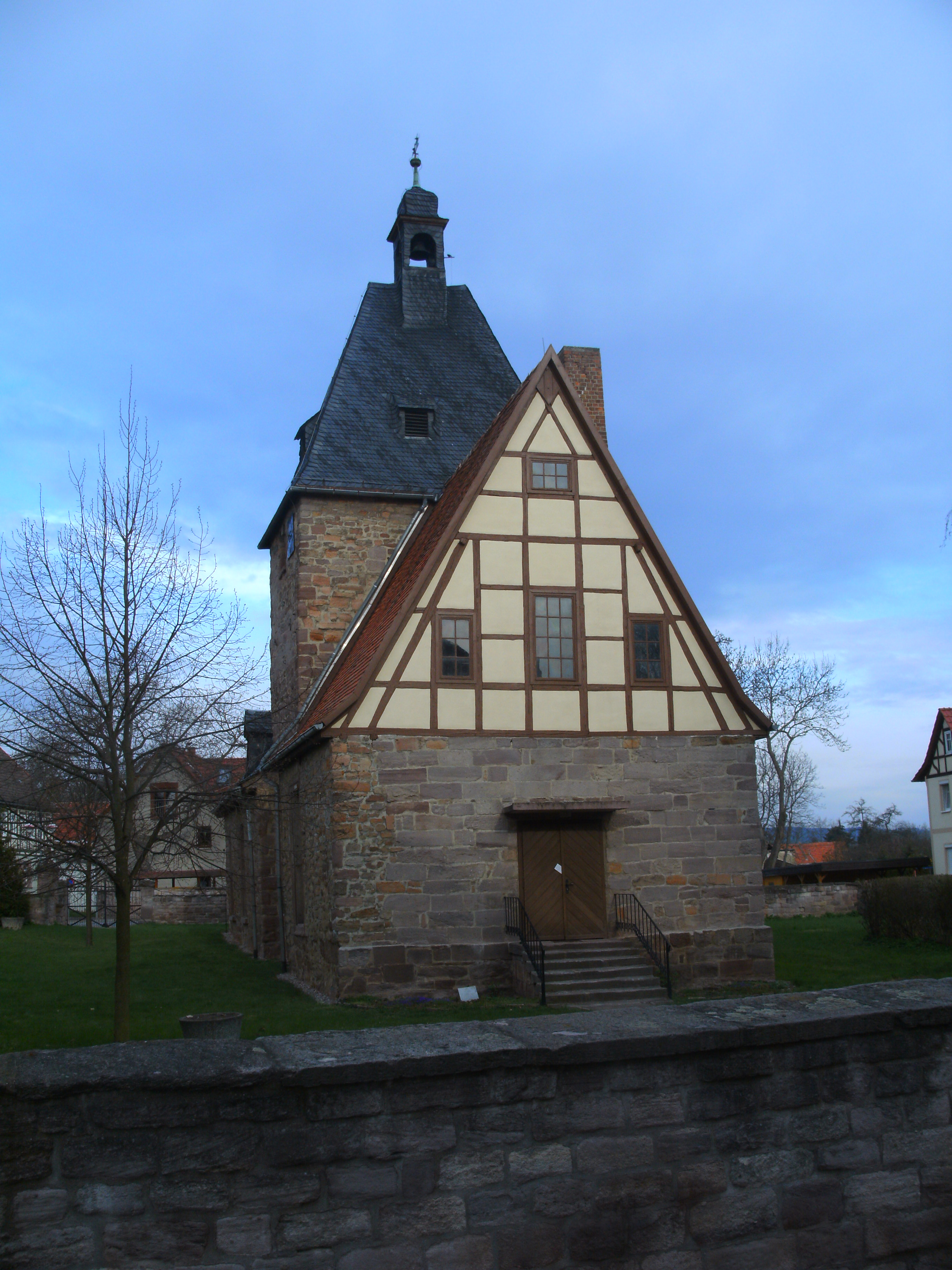
Kirche Rottleben

Ein Hortfund mit Hals- und Armringen aus der jüngeren Bronzezeit wurde in der Nähe der Falkenmühle geborgen.

### Ruinen
Über der Barbarossahöhle liegen die Ruinen der Falkenburg. Sie wurde um 1360 von Heinrich von Valckenbrugk erbaut und wurde wahrscheinlich um 1458 zerstört.

### Kirche
- St. Johannes (Rottleben)

### Naturdenkmäler
Zu den Sehenswürdigkeiten der Gemeinde zählt die im Jahre 1860 entdeckte Barbarossahöhle. Seit dem Jahr 1866 ist sie für Besucher zugänglich. Verbunden mit der Barbarossahöhle ist der Glaube, dass der Kaiser Barbarossa im Berg des kleinen Kyffhäusergebirges schläft. Die Barbarossahöhle liegt unterhalb der Ruine Falkenburg.

### Kulturdenkmäler
In Rottleben befindet sich ein Obstsorten-Erhaltungsgarten auf dem Schlachtberg.

### Gedenkstätten
Auf dem Ortsfriedhof erinnern Grabstätten und Gedenksteine an zwei namentlich genannte Zwangsarbeiter aus Italien und Jugoslawien, die im Zweiten Weltkrieg nach Deutschland verschleppt worden waren und im April 1945 ums Leben kamen.

## Persönlichkeiten

### Söhne und Töchter des Ortes
- Balthasar Cellarius (1614–1689), evangelischer Theologe
- Rudolf Herzer (1878–1914), Komponist

### Persönlichkeiten, die im Ort gewirkt haben
- Eva Padberg (* 1980), Model, wuchs in Rottleben auf.